# آبوچی اوبینا
آبوچی اوبینا (انگلیسی: Abuchi Obinwa؛ زادهٔ ۱۵ ژانویهٔ ۱۹۹۷) بازیکن فوتبال اهل ایالات متحده آمریکا است.
از باشگاه‌هایی که در آن بازی کرده‌است می‌توان به کلمبوس کرو اشاره کرد.
وی همچنین در تیم‌های ملی فوتبال United States men's national under-18 soccer team و United States men's national under-20 soccer team بازی کرده‌است.